# Fenaria
Fenaria là một chi bướm đêm thuộc họ Noctuidae.